# Bundesarbeitsgemeinschaft Pflanzensammlungen
Die Bundesarbeitsgemeinschaft Pflanzensammlungen (BAPS) wurde im März 2010 gegründet, sie versteht sich als beratendes Gremium für den Aufbau eines Netzwerkes für Pflanzensammlungen zur Dokumentation und dem Erhalt von Pflanzensammlungen. In der BAPS haben sich Liebhabergesellschaften, Institutionen und private Pflanzensammler zusammengeschlossen. Die Koordination und Federführung erfolgt unter dem Dach der Deutschen Gartenbau-Gesellschaft 1822 e.V. (DGG), welche auch die Kontakte zur Bundesanstalt für Landwirtschaft und Ernährung (BLE) und anderen fachlich Beteiligten pflegt.

## Ziel
In den bestehenden Zierpflanzensammlungen existiert ein vielfältiges genetisches Potenzial an Arten, Varietäten und Sorten. Diese soll für die gegenwärtige Generation und nachfolgende dauerhaft erhalten werden. Hierzu werden private und öffentliche Halter von Pflanzensammlungen angesprochen, sich für die Sicherung der Sammlungen einzusetzen. Es sollen Erhaltungsstrategien entwickelt werden, welche einen nachhaltigen Schutz für erhaltenswerte Pflanzen und Pflanzensammlungen bieten. Zur Unterstützung der Vorhaben sollen Privatpersonen sowie private und öffentliche Institutionen einbezogen werden.

## Tätigkeitsfeld
Die BAPS bietet vor allem fachliche und organisatorische Hilfe, z. B. durch:
- Beratung der Belange aller am Netzwerk Beteiligten
- Unterstützung bei der Sicherung bedrohter Sammlungen, die aus unterschiedlichen Gründen nicht mehr gepflegt und bewahrt werden können
- Beteiligung und Ausstellungsmöglichkeiten für Sammler: z. B. BuGa, LaGa, Fachmessen, Spezialitäten- und Raritätenbörsen, Tag der offenen Gartenpforte und örtliche Feste
- Erarbeitung von Dokumentationsstandards für die Dokumentation von Sammlungen
- Erarbeitung von Zielsetzungen für die Anerkennung bedeutsamer Sammlungen